# 勒内·马西利
雷内·马西利（法語：René Massigli，法語：[ʁəne masiɡli]，1888年3月22日—1988年2月3日），是法国的外交官，亦被认为是法国资深对德外交的专家。马西利曾在一战后担任国联大使会议秘书长，其后于1938年至1940年出任驻土耳其大使。他在二战期间加入戴高乐领导的自由法国阵营担任外交部长，并在1944年至1955年间成为第四共和国首任驻英大使。

## 文献来源
- Pastor-Castro, Rogelia. . Diplomacy and Statecraft. 2013, 24 (4): 539–558. S2CID 153449470. doi:10.1080/09592296.2013.848654.
- Adamthwaite, Anthony. . London: Frank Cass. 1977. ISBN 978-0-7146-3035-9.
- Bell, Philip. . London: Routledge. 2014. ISBN 978-1317888413.
- Fenby, Jonathan. . New York: Simon & Schuster. 2011. ISBN 978-1847394101.